# Kwant
Kwant (russisch Квант ‚Quant‘) ist der Name eines wissenschaftlichen Moduls, das mit Hilfe des Raumschiffes TKS-5 an der sowjetischen Raumstation Mir angedockt wurde. (Die weiterhin geläufige Bezeichnung Kwant-1 ist nicht offiziell.)

## Entwicklung
Nachdem entschieden war, dass das TKS-Raumschiff nicht für bemannte Missionen eingesetzt würde, suchte man nach Aufgaben für die verbleibenden bereits in Bau befindlichen Einheiten. Etwa zeitgleich wurde in der Sowjetunion ein neuartiges Modul zum Ausbau von Raumstationen unter der Bezeichnung 37K entwickelt. Zu den Anforderungen an das Modul gehörte die Möglichkeit des Transports in der Nutzlastbucht der geplanten Raumfähre Buran. Daher verfügten die neuen Module im Gegensatz zu denen auf TKS-Basis nicht über ein eigenes Antriebssystem und waren kleiner und leichter. Ursprünglich waren acht Einheiten vom Typ 37K geplant.
Das später mit dem Namen Kwant bezeichnete Modul 37KE (E für Experimental) war das erste Bauteil des neuen Typs und für den Ausbau der Raumstation Saljut 7 gedacht. Technische Probleme mit dem neuen Design verzögerten allerdings die Entwicklung, so dass man sich entschloss, Kwant nicht mehr an der alternden Station, sondern an der neuen Raumstation Mir einzusetzen. Die für den Einsatz an der Mir erforderlichen Umbauten und die Ausrüstung des Moduls mit neuen wissenschaftlichen Instrumenten verzögerten die Fertigung zusätzlich. Da sich die Entwicklung der Raumfähre Buran allerdings ebenfalls verzögerte, gab es keine Möglichkeit, das antriebslose Modul im All zu manövrieren und an die Raumstation anzudocken.

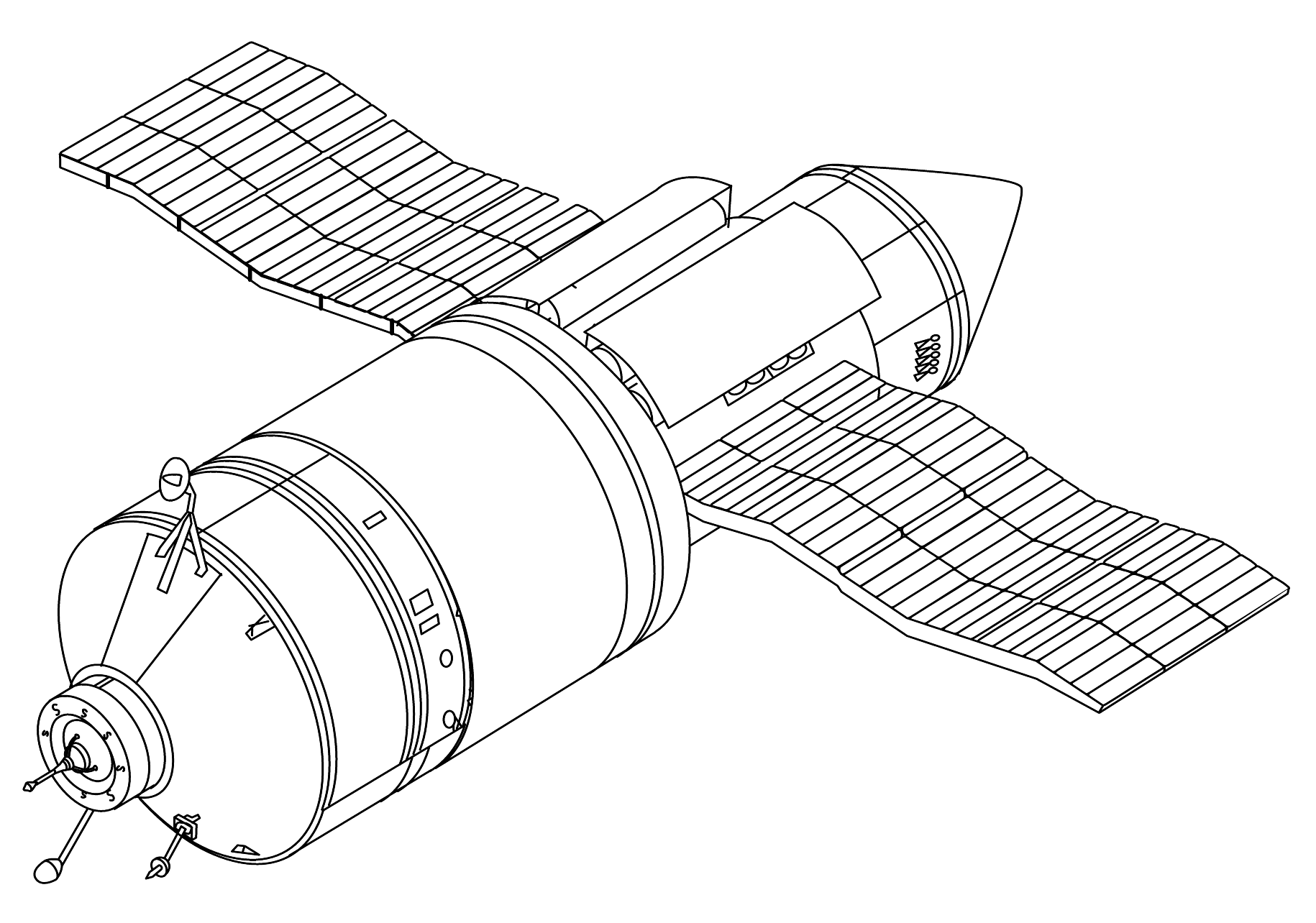
Kwant (links) mit TKS-5 (rechts) und Transportabdeckung (Mitte)

Aufgrund der bisherigen Erfahrungen und der hohen Flexibilität der TKS-Schiffe wurde die Fähre TKS-5 daraufhin dazu herangezogen, Kwant in den Weltraum zu befördern. Dazu wurde an TKS-5 die komplette ehemals für die Besatzung vorgesehene Rückkehrkapsel und zugehörigen Systeme entfernt und nur der verbleibende Teil mit Navigationssystem, Solarzellen, Tanks und Triebwerken am Heck von Kwant montiert. Auf Grund des enormen Gewichtes der Kombination konnten die Treibstofftanks von TKS-5, auch nach Ausbau diversen nicht benötigtem Geräts, beim Start nur zu rund 60 % gefüllt werden. Technische Umstände der Trägerrakete Proton bedingten, dass die Kombination „rückwärts“ gestartet werden musste. Da somit Kwant mit dem Andockstutzen für die Mir beim Start nach unten zeigten, wurde nach Abtrennung von der Trägerrakete im Orbit eine Drehung um 180° vollzogen.

## Die Mission

Kwant 1 nach Abtrennen von TKS 5 und Transportabdeckung

Der Start erfolgte am 31. März 1987. Trotz aller Gewichtsreduzierung war die Kombination Kwant/TKS-5 mit knapp 23 Tonnen Gesamtgewicht die bis dahin schwerste Nutzlast, die je von einer Proton-Rakete in den Weltraum befördert wurde. Das ursprünglich für den 5. April 1987 geplante Andockmanöver schlug aufgrund eines Fehlers an Bord von TKS-5 fehl. Nachdem auch ein weiteres Andockmanöver nicht zum Erfolg geführt hatte, unternahm die Besatzung der Mir, Juri Romanenko und Alexander Lawejkin, einen Außenbordeinsatz um die Ursache zu ergründen. Sie entdeckte eine von einem Progress-Frachter hinterlassene Plastikfolie, die sich im Andockstutzen der Mir verfangen hatte. Nach dem Entfernen gelang schließlich am 9. April das Andockmanöver am hinteren, axialen Andockstutzen und Kwant war damit das erste Modul zur Erweiterung der Raumstation Mir. TKS-5 wurde daraufhin von Kwant getrennt, ließ sich im All jedoch nicht mehr kontrollieren, da die missglückten Andockmanöver den mitgeführten Treibstoff fast gänzlich in Anspruch nahmen. Erst am 25. August trat die havarierte TKS-5 unkontrolliert in die Atmosphäre ein und verglühte.

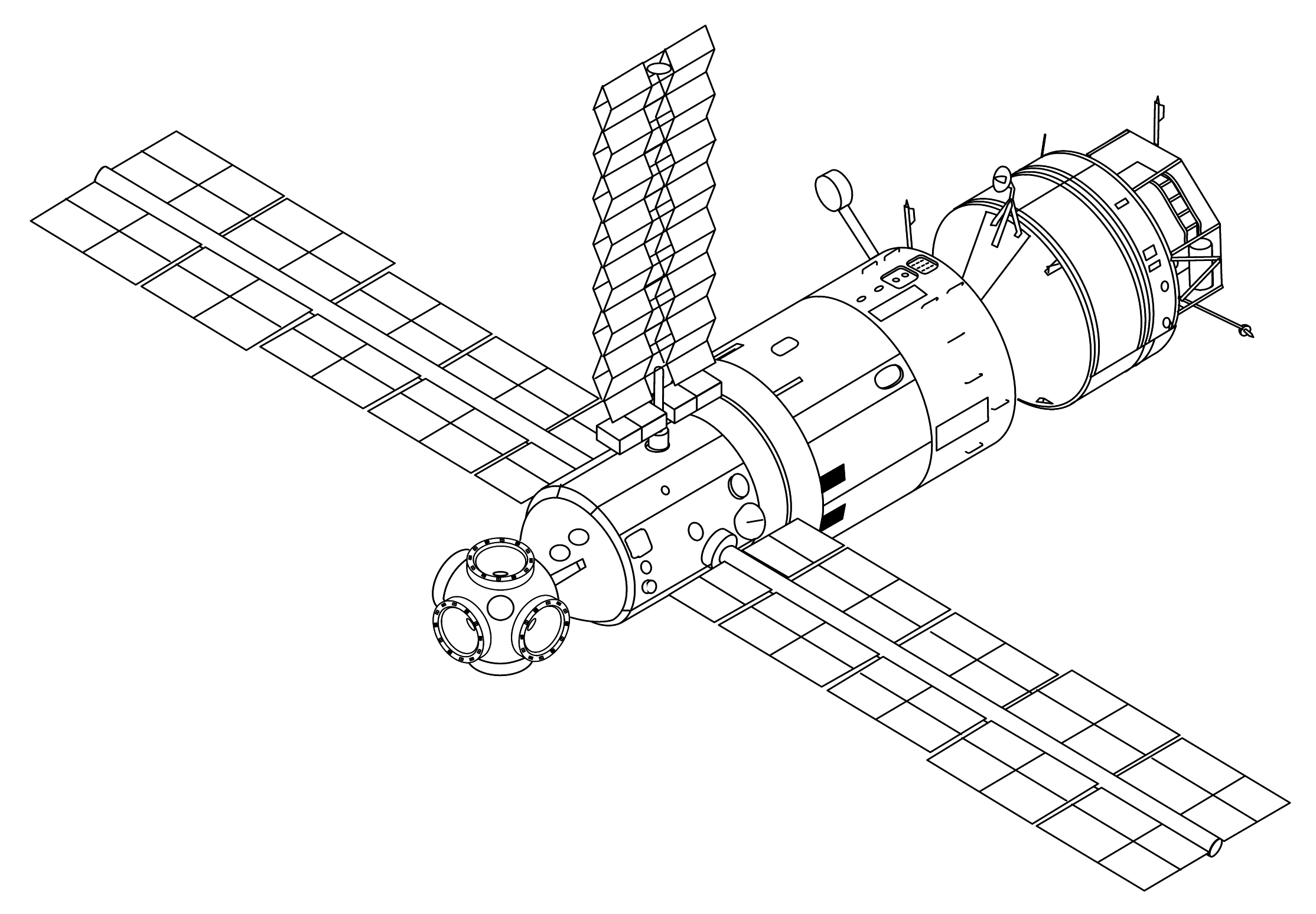
Kwant (rechts) am Basismodul der Raumstation Mir (links)

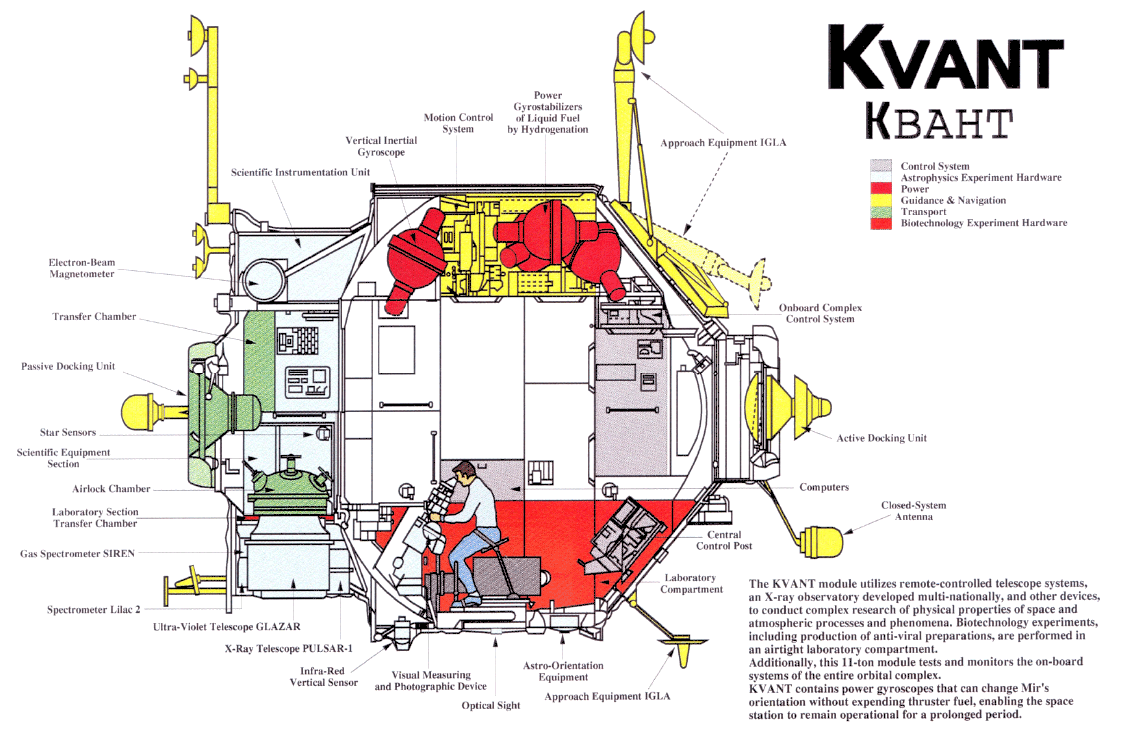
Aufbau des Kwant-Moduls

Kwant selbst verblieb über die gesamte Nutzungsdauer der Raumstation Mir im All und wurde bis zum Herbst 1989 durchgehend für Experimente genutzt. Das Modul fügte der Station etwa 40 Kubikmeter Wohn- und Arbeitsraum hinzu und verfügte weiterhin über nicht druckbeaufschlagten Stauraum an der Außenwand zur Unterbringung von Experimenten und Materialien für Außenbordeinsätze. Zur Ausrüstung von Kwant gehörte wissenschaftliches Gerät, überwiegend für astrophysikalische Untersuchungen. Weiterhin beinhaltete das Modul drei Gyroskope zur treibstofflosen Lagekontrolle der Raumstation sowie Lebenserhaltungssysteme und ein Quartier für ein Besatzungsmitglied. Am Heck von Kwant befand sich ein passiver Andockstutzen zum Andocken von Sojus-Fähren und Progress-Transportern sowie Vorrichtungen, um angelieferten Treibstoff von den Transportern in das Zentralmodul der Mir zu leiten. Nach Abschaltung von Kwant 1989 und einem umfangreichen Umbau der Systeme der Mir wurde Kwant im Oktober 1990 wieder problemlos in Betrieb genommen. An der Außenwand wurden 1992 zwei Gittermasten zur Anbringung von Experimenten im luftleeren Raum und zur Unterbringung von Lagekontrolltriebwerken angebracht. Aufgrund der Hebelwirkung konnte damit der Treibstoffverbrauch der Mir zusätzlich verringert werden. Weiterhin wurde 1992 eine große Solarzellenanlage vom Modul Kristall nach Kwant umgesetzt, bis schließlich 1995 Kwant mit zwei komplett neuen Solaranlagen, die mit dem Shuttle Docking Module angeliefert wurden, ausgerüstet wurde. Etwa um diese Zeit versagten allerdings nach und nach die wissenschaftlichen Instrumente im Innenraum, so dass dieser in den Folgejahren überwiegend als Lager genutzt wurde.

## Schlussfolgerungen

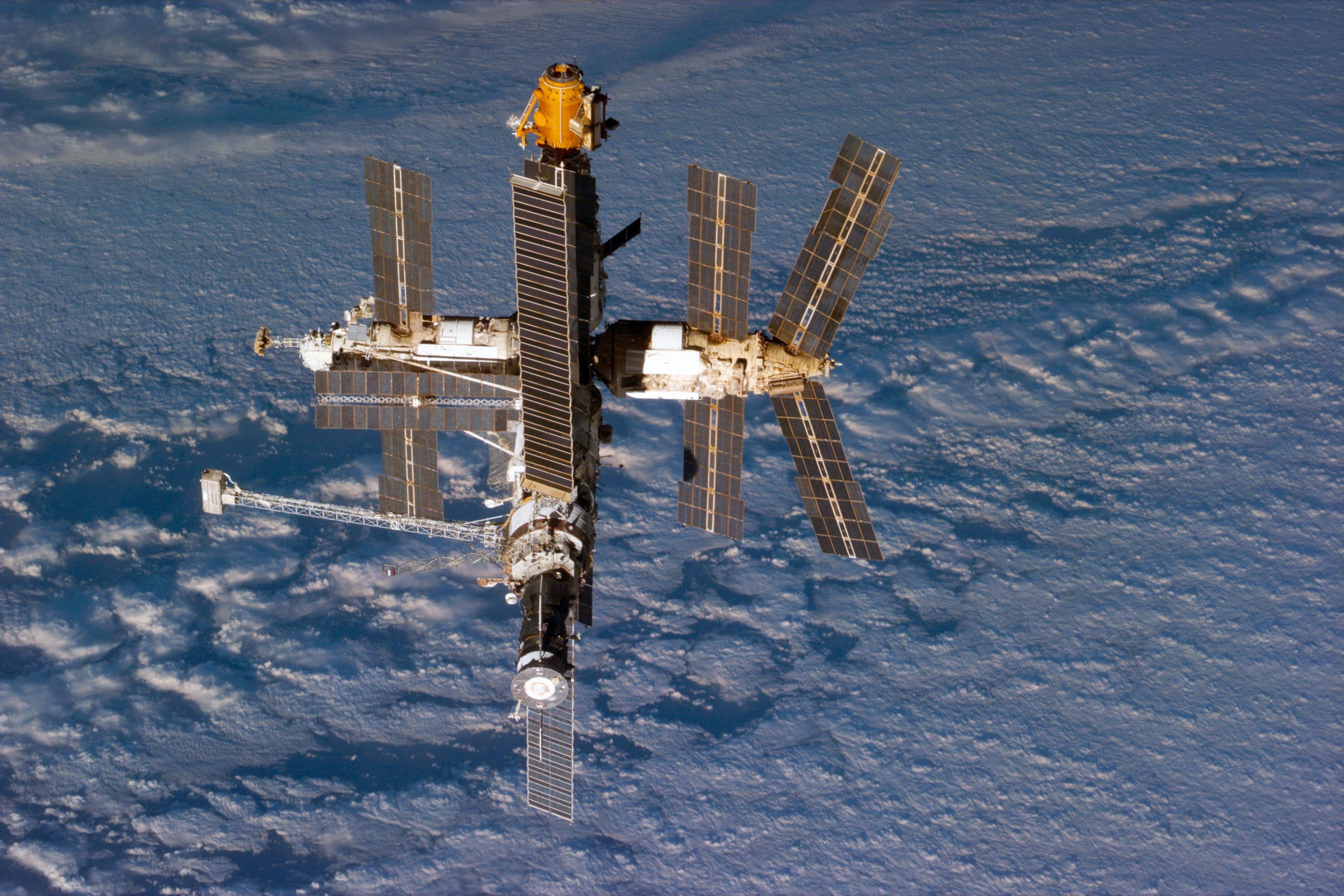
Die voll ausgebaute Mir (1996): Kwant (Vordergrund) mit angedocktem Progress, Solarzellen und Gittermasten.

Aus den Erfahrungen mit Kwant ging hervor, dass eine gekoppelte Kombination eines 37K-Moduls mit einer TKS-Fähre ein zu ungünstiges Verhältnis von Startmasse zu nutzbaren Arbeitsraum aufwies, da die TKS-Fähre in dieser Kombination nicht durch eine Besatzung genutzt werden konnte und abgestoßen werden musste. Die Module vom Typ 37K wurden daraufhin nur noch für den Einsatz mit dem Buran-Shuttle weiterentwickelt, welches allerdings nie zum Einsatz kam. Für die Zukunft entschied man sich, wieder Module auf TKS-Basis (ähnlich Kosmos 1686) zu entwickeln, bei denen der Nutzraum und das wissenschaftliche Gerät fest mit der TKS-Fähre verbunden war. Dies hat neben einer Vergrößerung des Innenraumes auch den Vorteil, dass die Triebwerke des TKS-Teils zur Lagekontrolle der Raumstation genutzt werden können. Auf der Grundlage der TKS-Fähre wurden weitere Module zum permanenten Verbleib an den Raumstationen Mir (z. B. Kwant 2) und ISS (z. B. Sarja) entwickelt.